# Sorengo
Sorengo je obec ve švýcarském kantonu Ticino, okresu Lugano. Žije zde přibližně 1 800 obyvatel.

## Geografie

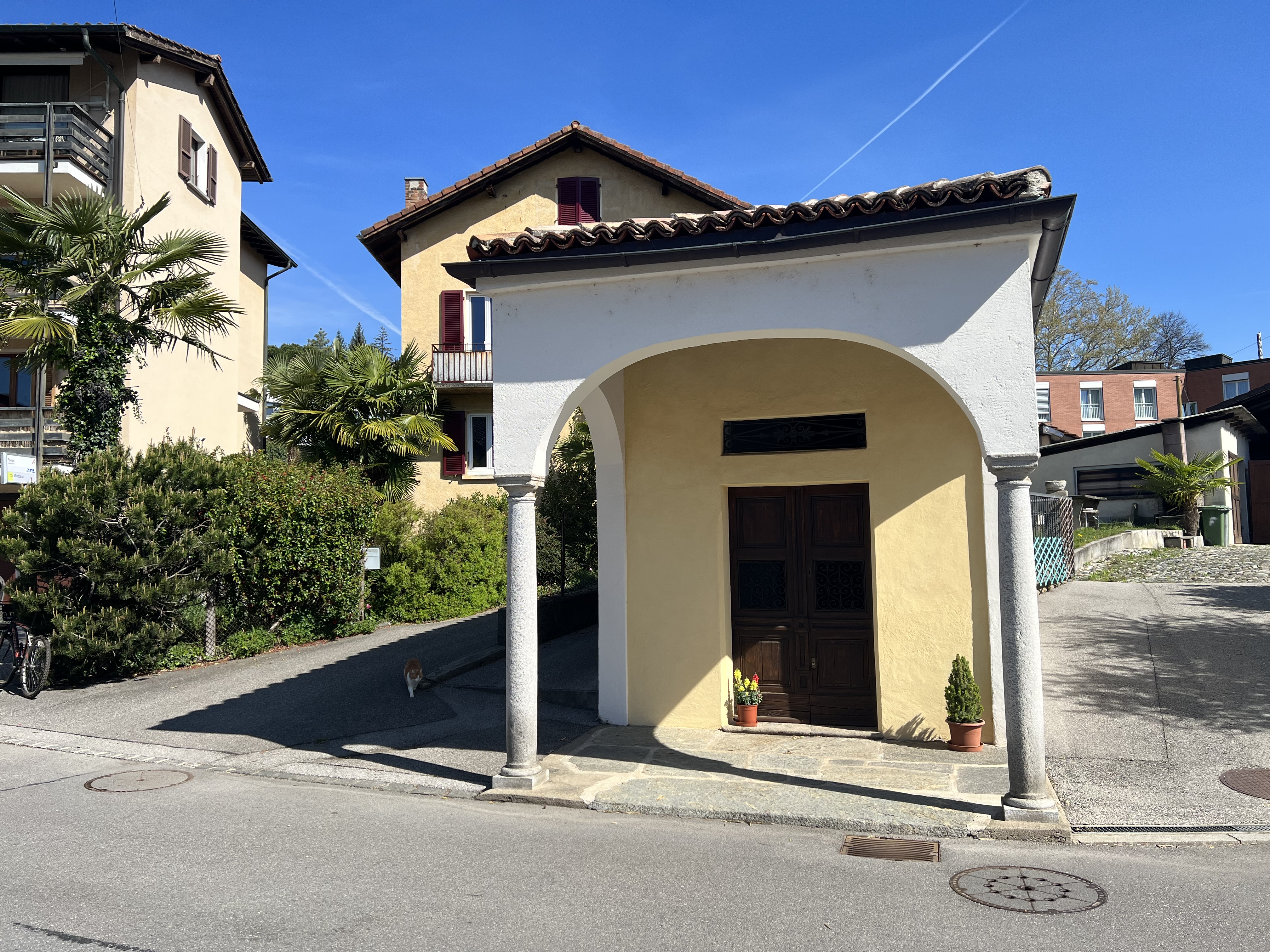
Kaple Cappella di Cremignone

Sorengo se nachází na kopci mezi Luganským jezerem a malým jezerem Laghetto di Muzzano, které ohraničuje obecní území.
Sousedními obcemi jsou město Lugano na severu a východě, Collina d’Oro na jihu a Muzzano na západě.

## Historie
Sorengo je poprvé zmíněno roku 1189 jako Sourengo a doloženo jako obec v roce 1298; místní část Cortivallo si udržela určitou míru nezávislosti až do 18. století. Sorengo bylo střídavě s Luganem a Loretem místem zasedání generální rady města a údolí Lugano (v 16. století a v letech 1687 a 1696). Církevně patřila obec původně k Luganu, než zde byla zřízena samostatná farnost (1776). V letech 1565–1653 zde byl kapucínský klášter, který byl poté přenesen do Lugana.
Od roku 1934 zde existuje klinika Sant’Anna a od roku 1986 v obci sídlí americká soukromá univerzita Franklin College Switzerland.
Od 50. let 20. století se z původně venkovské obce stále více stávala rezidenční obec v širší oblasti Lugana, což se projevilo prudkým nárůstem počtu obyvatel.

## Obyvatelstvo
| Rok            | 1748 | 1791 | 1850 | 1900 | 1950 | 1970 | 1980 | 1990 | 2000 | 2005 | 2010 | 2020 |
| Počet obyvatel | 163  | 156  | 179  | 337  | 591  | 1355 | 1292 | 1683 | 1666 | 1649 | 1706 | 1863 |

## Doprava

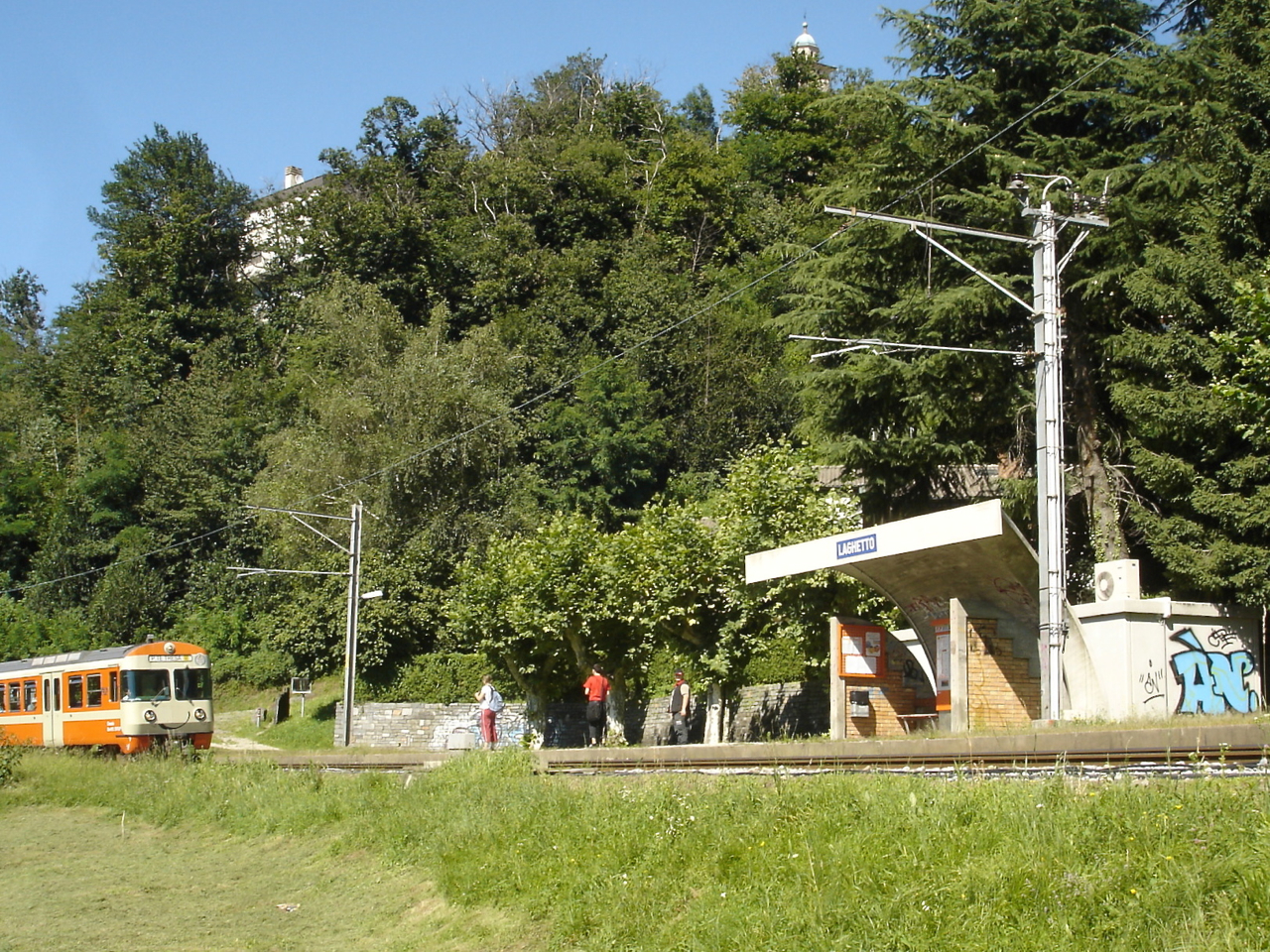
Zastávka Sorengo Laghetto

Obec se nachází mimo hlavní dopravní tahy; s Luganem ji spojují regionální silnice. Nejbližší napojení na dálnici dálnici A2 je na exitu 50 několik kilometrů jižně od obce, na území Lugana.
Sorengem prochází dráha Lugano – Ponte Trasa, úzkorozchodná elektrifikovaná železnice, spojující Lugano s oblastí Tresa. V obci se nachází dvě zastávky, Sorengo a Sorengo Laghetto.

## Osobnosti
- Anders Arborelius (* 1948), švédský kardinál
- Hélène Binet (* 1959), švýcarská fotografka
- Michelle Hunziker (* 1977), italská modelka a herečka
- Elly Schlein (* 1985), italská politička
- Lara Gut-Behrami (* 1991), švýcarská lyžařka